# Plexo venoso vesical
O plexo venoso vesical é um plexo venoso da pelve.